# پیانتدو
پیانتدو (به ایتالیایی: Piantedo) یک شهرستان (کومونه) در ایتالیا است که در استان سوندریو در ناحیهٔ لمباردی واقع شده‌است.

## ویژگی‌ها
پیانتدو ۶٫۷ کیلومترمربع مساحت و ۱٬۲۵۸ نفر جمعیت دارد.